# Bob y Lee (Desperate Housewives)

## Lee McDermott
Lee McDermott  es un personaje ficticio de la serie Desperate Housewives de la ABC interpretado por Kevin Rahm.

### Historia
Lee y Bob vivían en  Chicago , pero Bob estaba harto de las plagas que había en la ciudad, así que después de pensarlo demasiado le compartió la idea a Lee de mudarse a los suburbios, y se trasladaron hasta Wisteria Lane, exactamente a la casa donde antes vivía Betty Applewhite, y ahora son vecinos de Susan Mayer.

### Cuarta temporada
Lee llegó con Bob a Wisteria Lane, Susan tratando de ser amable le llevó a Lee unas galletas que ella compró y después calentó para darles una buena impresión, pero Lee le dijo que era alérgico y Susan fue descubierta de su mentira.
Después Susan escondió al perro de ellos para hacerse la héroe, pero fue descubierta y el perro manchó con pintura un traje muy caro de Bob y Mike tuvo que pagárselo.
Gabrielle rentó el cuarto de visitas a Ellie, Gaby pensó que ella era prostituta y obligó a Lee a contratar los servicios de Eliie. Cuando Lee fue con Ellie, ella lo golpeó e hizo confesar el motivo de su actitud por la desconfianza de Gabrielle.
En el final de temporada, Bob y Lee unieron sus vidas en una ceremonia, la cual Katherine y Bree organizaron, debido a los problemas que tenía Katherine con su exesposo Wayne ella no participó en la organización de la ceremonia, Bree tuvo que organizar todo con la ayuda de sus amigas.
Tom molesto con Lynette por lo que pasó con su hija, le dijo a Lee que tenía que tomar las decisiones desde hoy o estaría condenado para siempre, y en el momento de la boda Lee le reclama a Bob por una escultura de hielo, y Tom tiene que darles un sermón.
Al final se casan.

### Quinta temporada
Para la temporada número cinco de la serie Lee y Bob tendrán una hija.

## Bob Hunter
Bob Hunter  es un personaje ficticio de la serie Mujeres Desesperadas (Desperate Housewives) de la ABC interpretado por Tuc Watkins.

### Historia
Bob y Lee vivían en la ciudad, pero Bob estaba harto de las plagas que había en la ciudad, así que después de pensarlo demasiado le compartió la idea a Lee de mudarse a los suburbios, y se mudaron a Wisteria Lane, exactamente a la casa donde antes vivía Bety Applewhite, y ahora son vecinos de Susan Mayer.

### Cuarta temporada
Bob llegó a Wisteria Lane tratando de tener una vida más calmada que en la ciudad, Bob monto una fuente de agua en su patio cosa que a Susan no le gusto y obligó a Katherine a reorganizar el comité de vecinos para quitar todo lo que obstruya el patio de todas las casas de la calle, al final Katherine gana en las elecciones sobre Lynette. Bob le dice que sabe todo lo que pasó en Chicago y el motivo por el cual se mudó a Wisteria Lane.
En la noche de Halloween, Bob organiza una fiesta de disfraces e invita a todo el vecindario, empezando por Bree, que encantada acepta, en la fiesta Danielle la hija de Bree embarazada se presenta disfrazada de Bree Van de Kamp/Hodge, y en medio de la fiesta su fuente se rompe, Bob se da cuenta de esto y Bree le inventa que eso fue parte del disfraz.
Gabrielle rentó el cuarto de visitas a Ellie, Gaby pensó que ella era prostituta y obligó a Lee a contratar los servicios de Eliie. Cuando Lee fue con Ellie, ella lo golpeó e hizo confesar el motivo de su actitud por la desconfianza de Gabrielle.
En el final de temporada, Bob y Lee unieron sus vidas en una ceremonia, la cual Katherine y Bree organizaron, debido a los problemas que tenía Katherine con su exesposo Wayne ella no participó en la organización de la ceremonia, Bree tuvo que organizar todo con la ayuda de sus amigas.
Bob trata de poner una fuente de hielo, Lee quiere un castillo, pero Bob un ángel y le dice a Bree que siga con la idea del ángel y después se trata de disculpar con Lee.
Lee se da cuenta de esto en la ceremonia y le reclama. Después del sermón de Tom, ellos se casan.

### Quinta temporada
En la quinta temporada aparece mayoritariamente Lee, destacando las ocasiones en que va a un club gay con Susan, o le lleva una botella a Lynette para beber, celebrando que Tom ha encontrado un local de ensayo en la ciudad, y no harán más ruido en el barrio con su banda de garaje..
- Datos: Q5730859